# Jarabina
Jarabina (allemand : Girm ) est un village de Slovaquie situé dans la région de Prešov.

## Histoire
Première mention écrite du village en 1329.

## Démographie

### Évolution de la population
| Année:               | 1994. | 2004.   | 2014.   | 2024.   |
| -------------------- | ----- | ------- | ------- | ------- |
| Nombre de personnes: | 836   | 844     | 895     | 925     |
| Différence:          |       | +0,95 % | +6,04 % | +3,35 % |

| Année:               | 2023. | 2024.   |
| -------------------- | ----- | ------- |
| Nombre de personnes: | 923   | 925     |
| Différence:          |       | +0,21 % |